# قوردیم
قوردیم (به قزاقی: Kurdym) یک دریاچه در قزاقستان است که در حوضه شالکارتنیز واقع شده‌است.